# Codice penale toscano del 1853
Il codice penale toscano del 1853 fu il codice penale del Granducato di Toscana promulgato dal granduca Leopoldo II di Toscana nel 1853, e vigore anche dopo l'unità d'Italia, fino a quando non fu sostituito dal codice penale italiano del 1889.
Sostituiva il precedente "codice leopoldino" del 1786.

## Sistematica

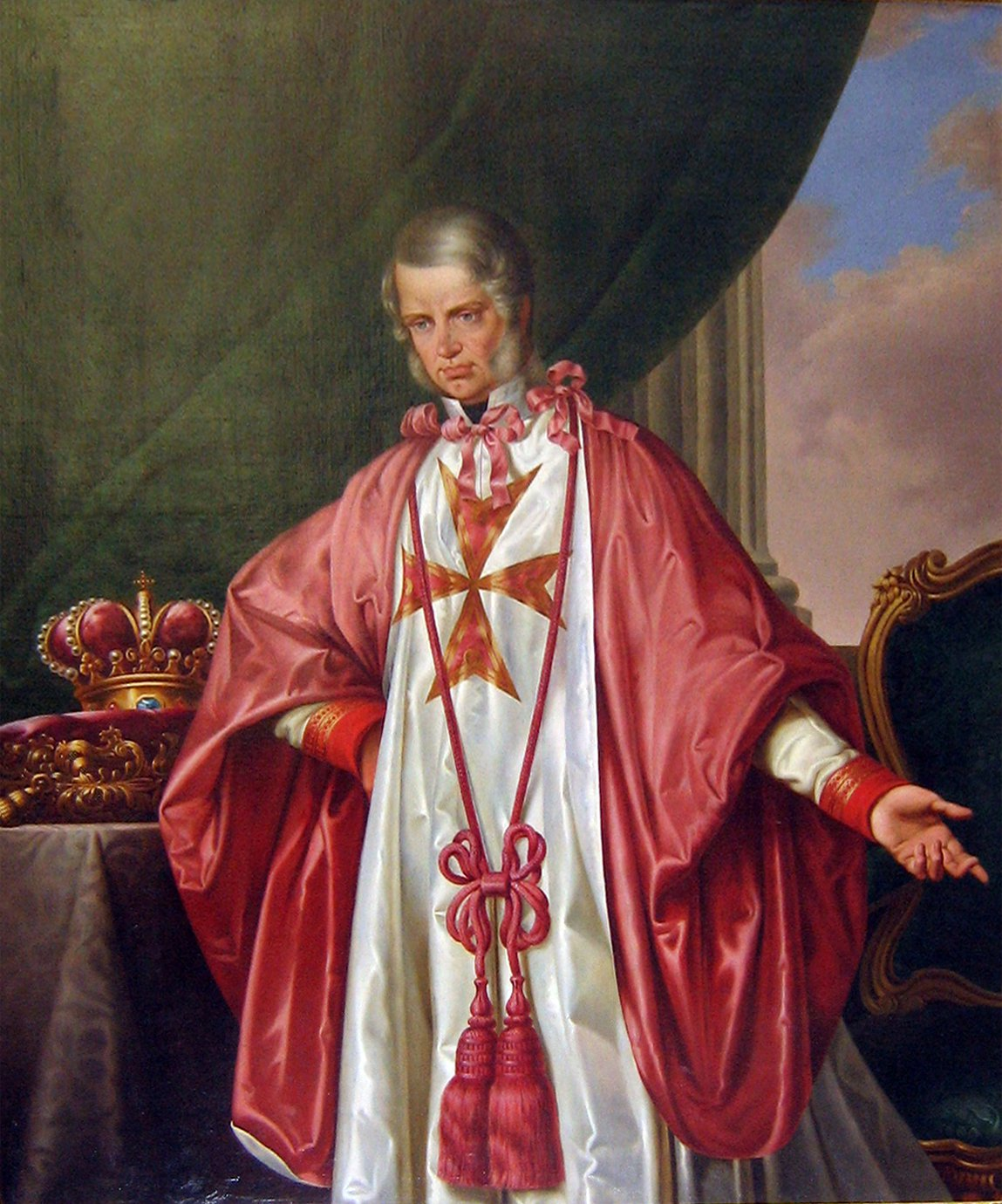
Il granduca Leopoldo II nelle vesti di cavaliere dell'Ordine di Santo Stefano (Giuseppe Bezzuoli - 1840 ca)

Il codice comprendeva 456 articoli suddivisi in due libri, una parte generale ed una speciale: il primo, "Dei delitti e della loro punizione in generale"; il secondo, "Dei delitti e della loro punizione in particolare". Tutti i reati sono sistematicamente riuniti nell'unica categoria dei delitti, superando la bipartizione in delitti criminali e politici di origine austriaca e la tripartizione in crimini, delitti, contravvenzioni di scuola francese. Le contravvenzioni di polizia infatti furono disciplinate in un'altra legge emanata lo stesso anno.
Il primo libro comprendeva nove titoli.
Il secondo libro constava di otto titoli: I delitti contro la sicurezza interna ed esterna dello Stato; contro la religione dello Stato; contro l'amministrazione dello Stato; l'ordine pubblico; la pubblica fede; il pudore e l'ordine delle famiglie; le persone; gli averi.

## Contenuti
La pena di morte tornava ad essere applicata, anche se il Granducato di Toscana era stato il primo Stato europeo ad abolirla, con il Codice leopoldino del 1786; la pena capitale sarà nuovamente abolita nel 1859 dal governo provvisorio toscano, poco prima dell'annessione della Toscana al nascente Regno d'Italia.
Per il resto il Codice privilegiava la pena detentiva del carcere: il 20 giugno 1853 fu emanato anche un Regolamento carcerario, che prevedeva la pena come mezzo di rieducazione del reo. Lo sciopero di per sé era depenalizzato mentre le pene per i reati politici, la falsificazione di monete e l'infanticidio erano alleggerite. Non era previsto il reato di lesa maestà.

## Vicende storiche
Nel complesso il Codice toscano si presentava in linea con le tendenze più avanzate dell'epoca in campo penalistico. Dopo l'Unità d'Italia questa modernità determinò l'indecisione su quale modello codicistico penale applicare al nuovo Regno, se il Codice sabaudo del 1839 (aggiornato nel 1859), quello borbonico del 1819 (erede diretto della codificazione murattiana del 1812) oppure quello toscano, l'unico che nel frattempo aveva abolito la pena di morte. 
Alla fine si decise di lasciare in vigore il Codice del 1853 nella sola Toscana, mentre nel resto dell'Italia fu introdotto il Codice sabaudo, integrato nei territori meridionali da alcune norme di derivazione borbonica. Questo regime penale transitorio durò fino al 1889, quando entrò in vigore in tutto il Regno il cosiddetto Codice Zanardelli.